# يانغ لان
يانغ لان (بالصينية: 杨澜) هي رائدة أعمال وسيدة أعمال وصحفية ومذيعة صينية، ولدت في 31 مارس 1968 في بكين في الصين.

## وصلات خارجية
- يانغ لان على موقع الموسوعة البريطانية (الإنجليزية)